# Büren
Büren é uma cidade da Alemanha localizada no distrito de Paderborn, região administrativa de Detmold, estado de Renânia do Norte-Vestfália.